# Carlo Broccardi
Carlo Broccardi (Alessandria, 3 de novembre de 1877 - Milà, 20 de maig de 1953) fou un tenor italià que va tenir una carrera internacional activa durant el primer terç del segle xx. Notablement va cantar pels primers enregistraments complets de Rigoletto de Giuseppe Verdi (1915, el Duc de Màntua) i Tosca de Giacomo Puccini (1919, Cavaradossi); tots dos per a HMV. També va fer enregistraments per a Fonografia Nazionale i per al segell Kalliope.

## Carrera
Broccardi va estudiar cant a Milà amb Antonio Aversa. Va fer el seu debut d'òpera professional el 1911 al Teatro Corso de Bolonya com l'heroi del títol de Lohengrin de Richard Wagner. Aviat es va comprometre amb teatres d'òpera importants pertot Itàlia, incloent el Teatro Carlo Felice, el Teatro Comunale di Bologna, el Teatro di San Carlo, i el Teatro Regio di Torino. El 1919 va fer el seu debut al Teatro Costanzi de Roma com el Duc de Màntua dins Rigolettode Giuseppe Verdi.
El 1922 Broccardi va actuar en diversos papers al costat de Toti dal Monte al Teatro Massimo de Palerm; incloent-hi el Duc de Mantua, Giuseppe Hagenbacha La Wally d'Alfredo Catalani, i Pinkerton a Madama Butterfly de Puccini. El 1924 va cantar Osaka Iris de Pietro Mascagni al Teatro Municipale en Piacenza. El 1925 va actuar com a Enzo Grimaldo en La Gioconda a La Fenice al costat de Tina Poli-Randaccio. El 1926 va fer el seu debut a La Scala de Milà i al Liceu de Barcelona. El mateix any va emprendre una gira de concerts per Espanya. Va aparèixer com a artista convidat al Teatro Colón i altres teatres americans del sud durant el anys 1920. Es va retirar de l'escenari a principis dels anys 1930.